# Jean De Herdt
Jean De Herdt (Parijs, 22 juli 1923 - Bourges, 5 januari 2013) was een Franse judoka. De Herdt was de eerste Franse leerling van de beroemde judomeester Mikinosuke Kawaishi. en behaalde als eerste Fransman zowel de eerste als de tweede en derde dan. Hij won twee keer goud bij de Europese kampioenschappen judo.